# Technische Universität Nagoya

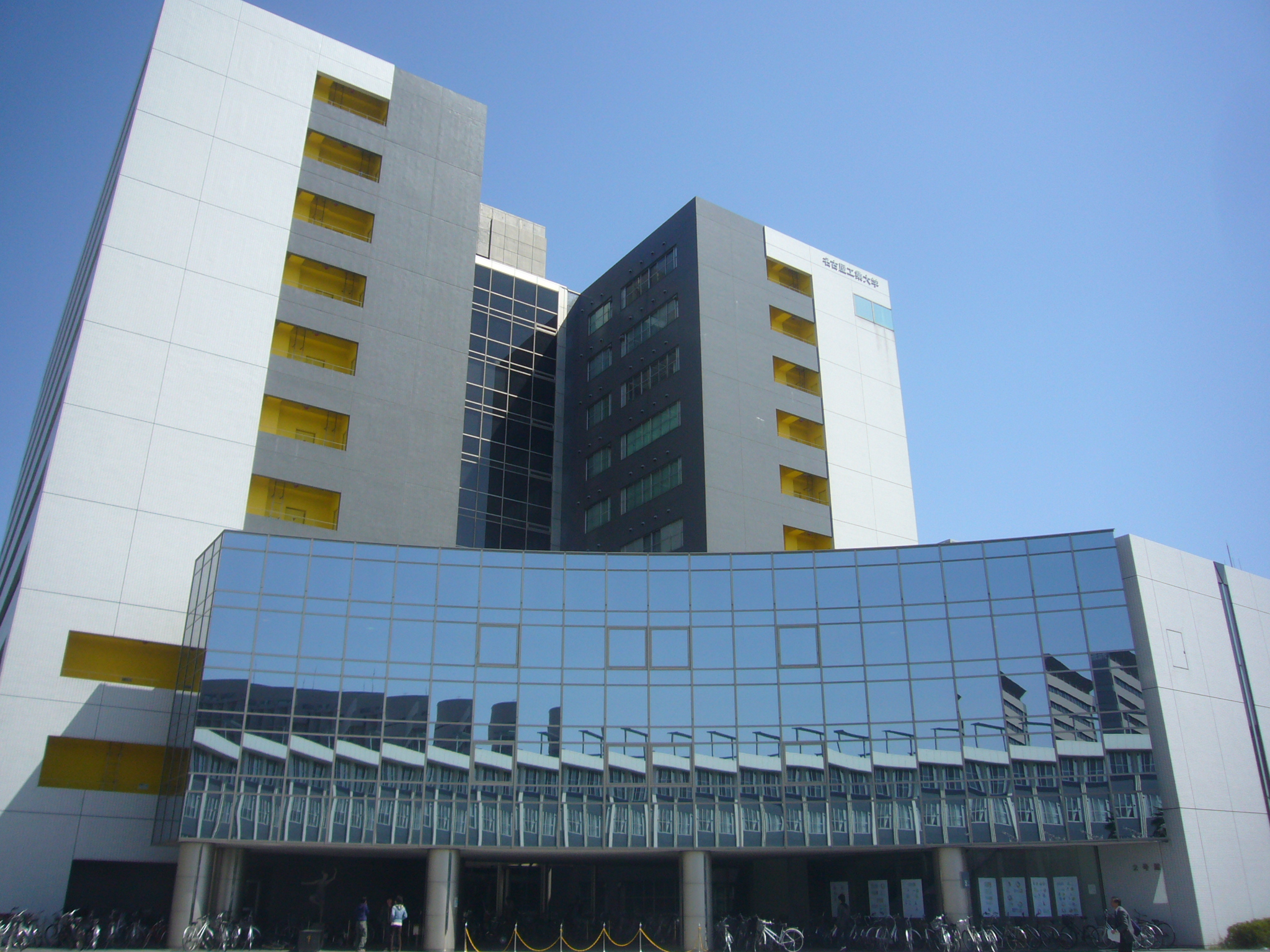
Hauptgebäude

Die Technische Universität Nagoya (jap. 名古屋工業大学 Nagoya kōgyō daigaku, englisch Nagoya Institute of Technology, kurz Meikōdai (名工大) oder NITech) ist eine staatliche Universität in Japan. Sie liegt in Gokisochō, Shōwa-ku, Nagoya in der Präfektur Aichi.

## Geschichte
1905 wurde die Höhere Technische Schule Nagoya (名古屋高等工業学校, Nagoya kōtō kōgyō gakkō), gegründet. Es war die viertälteste der staatlichen technischen Fachhochschulen Japans nach Tokio (1901), Ōsaka (1901) und Kyōto (1902). Sie wurde mit vier Abteilungen eröffnet: Bauingenieurwesen, Architektur, Weberei, und Färberei (ab 1941 Chemietechnik). Später fügte sie Abteilungen hinzu: Maschinenlehre (1906), Elektrotechnik (1929), Luftfahrttechnik (1939) und Abendkurse (1942).
1944 wurde sie in Technikum Nagoya (名古屋工業専門学校, Nagoya kōgyō semmon gakkō) umbenannt. Das Technikum und das Präfekturale Technikum Aichi (愛知県立工業専門学校, Aichi-kenritsu kōgyō semmon gakkō, gegründet 1943) wurden 1949 zur Technischen Universität Nagoya zusammengelegt.
Die Universität wurde mit dem Gokiso-Hauptcampus und dem Chikusa-Campus (ehemaligen Sitz vom präfekturalen Technikum) eröffnet. 1968 wurde der Chikusa-Campus geschlossen; dort liegen heute der Kita-Chikusa-Campus der Städtischen Universität Nagoya und das Studentenwohnheim/Spielfeld der NITech (35° 10′ 48″ N, 136° 56′ 49,2″ O). Die Universität gründete 1964 die Masterstudiengänge, 1985 „Doktorkurse“.

## Fakultäten
- Fakultät für Ingenieurwissenschaften (I)
  - Biotechnik und Materialwissenschaft
  - Umwelt- und Materialwissenschaft
  - Maschinenlehre
  - Elektrotechnik und Elektronik
  - Informatik
  - Architektur und Design
  - Bauingenieurwesen und Systems Management
- Fakultät für Ingenieurwissenschaften (II: Abendschule)
  - Materialwissenschaft
  - Maschinenlehre
  - Elektrotechnik und Informatik
  - Bauingenieurwesen und Umweltingenieurwissenschaften